# 15902 Достал
15902 Достал  (15902 Dostál) — астероїд головного поясу, відкритий 13 вересня 1997 року.
Тіссеранів параметр щодо Юпітера — 3,606.